# Olga Slàvnikova
Olga Aleksàndrovna Slàvnikova, rus: О́льга Алекса́ндровна Сла́вникова (nascuda el 23 d'octubre de 1957 a Sverdlovsk, RSFSR, URSS), és una escriptora russa, guanyadora del Premi Booker rus el 2006 i del Premi Iàsnaia Poliana el 2018.

## Biografia
Olga Slàvnikova va néixer i va créixer a Sverdlovsk (ara Iekaterinburg).en una família d'enginyers de defensa. En la seva infantesa, va mostrar una excel·lent habilitat en matemàtiques, i va excel·lir en les competicions de la seva zona, però sota la influència d'un professor de llengua i literatura russes, que estava a càrrec del cercle artístic d'estudiants, el 1976 va ingressar a la facultat de periodisme de la Universitat Estatal dels Urals, d'on en sortiria com a graduada el 1981. Les seves primeres obres de ficció es van publicar a la fi dels anys vuitanta. Des del 2003, l'escriptora i el seu marit viuen a Moscou. Tenen tres fills i dos nets.
Va començar a publicar novel·les a la dècada del 1990, algunes de les quals van guanyar premis, com ara el Premi Apol·lon Grigóriev, el Premi Polonski i el Premi Bajov. El 2006 fou guardonada amb el Premi Booker rus per la seva novel·la 2017. La seva reeixida novel·la Légkaia golovà, rus: Легкая головаva ser publicada el 2010.
Slàvnikova ocupa oficialment el càrrec de coordinadora de la direcció en prosa del premi literari "Debut". A diverses entrevistes, ha insistit repetidament que la principal font del seu benestar financer no es troba en l'àmbit literari. El premi va ser fundat per l'organització privada Pokolénie per ajudar joves autors russos a publicar les seves obres a Rússia i en traduccions a tot el món. Olga ha estat directora del premi "Debut" des del 2001. El premi rep fins a 50.000 inscripcions a l'any.
Els seus llibres han estat traduïts a l'anglès i al francès.

## Obres
| Títol                                    | Traducció al català                         | Any  | Gènere         |
| ---------------------------------------- | ------------------------------------------- | ---- | -------------- |
| Первокурсница                            | L'estudiant del primer curs                 | 1988 | Novel·la curta |
| Стрекоза, увеличенная до размеров собаки | La libèl·lula augmentada a la mida d'un gos | 1996 | Novel·la       |
| Один в зеркале                           | Sol al mirall                               | 1999 | Novel·la       |
| Бессмертный                              | L'immortal                                  | 2001 | Novel·la       |
| 2017                                     | 2017                                        | 2006 | Novel·la       |
| Любовь в седьмом вагоне                  | Amor al setè vagó                           | 2009 | Novel·la       |
| Легкая голова                            | Cap lleuger                                 | 2010 | Novel·la       |
| Прыжок в длину                           | Salt de llargada                            | 2018 | Novel·la       |